# هیلدا گوبی
هیلدا گوبی (مجاری: Hilda Gobbi؛ ۶ ژوئن ۱۹۱۳ – ۱۳ ژوئیهٔ ۱۹۸۸) بازیگر اهل مجارستان بود. وی بین سال‌های ۱۹۳۵ تا ۱۹۸۸ میلادی فعالیت می‌کرد. او ابتدا در حوزهٔ گیاه‌شناسی تحصیل کرد و سپس با گرفتن وام و به عنوان دانشجوی بورسیه وارد «آکادمی ملی تئاتر» شد و از سال ۱۹۳۲ تا ۱۹۳۵ در آنجا تحصیل کرد.
از فیلم‌ها یا برنامه‌های تلویزیونی که وی در آن نقش داشته‌است، می‌توان به دیروز اشاره کرد.